# Leonid
Leonid je moško osebno ime.

## Izvor imena
Ime Leonid je moška oblika ženskega osebnega imena Leonida oziroma je nastalo iz grškega imena Leonidas. Ime Leonidas nekateri razlagajo kot zloženko iz grških besed leon v pomenu »lev« in idea v pomenu »pogled, videz podoba, oblika, lastnost, mišljenje, predstava, ideja, vzor«. Drugi pa ime izpeljujejo tudi iz imena Leon  in sufiksa -ides v pomenu »sin, potomec«, to je »sin, potomec Leona«.

## Pogostost imena
Po podatkih Statističnega urada Republike Slovenije je bilo na dan 31. decembra 2007 v Sloveniji število moških oseb z imenom Leonid: 22.

## Osebni praznik
V koledarju je ime Leonid zapisano skupaj z imenom Leonida; god praznuje 22. aprila.